# Ellisburg (New York)
Ne doit pas être confondu avec Ellisburg (village, New York).
Ellisburg est une ville (town) située dans le comté de Jefferson, dans l'État de New York, aux États-Unis,. En 2010, elle comptait une population de 3 474 habitants.

## Démographie
Lors du recensement de 2010, la ville comptait une population de 3 474 habitants. Elle est estimée, en 2016, à 3 436 habitants.